# Pedra Dom Pedro
A Pedra Dom Pedro é a maior escultura de água marinha do mundo e foi encontrada em Pedra Azul na década de 1980 pesando 45 quilos. Foi levada para Alemanha em 1992 e foi esculpida em formato de obelisco pelo artista Bernd Münsteiner. Os comerciantes alemães adquiriram a pedra quando ela pesava 27 quilos.
Hoje a pedra pesa em torno de 2 quilos e tem cerca de 35 centímetros de altura. A obra encontra-se em exposição permanente no museu de história natural Smithsonian, em Washington e estima-se que atrairá tantos visitantes quanto a joia mais famosa do seu acervo, o diamante Hope, encontrado na Índia.